# Bear Grylls : Seul face à la ville
Bear Grylls : Seul face à la ville (anglais : Worst-Case Scenario) est une émission de télévision diffusée depuis le 5 mai 2010 sur Discovery Channel aux États-Unis. Durant cette émission, Bear Grylls expose ses différentes techniques de survie face aux catastrophes naturelles, aux agressions, aux accidents, aux violences urbaines et aux autres situations hostiles. Bear pratique les techniques qu'il a apprises durant son entraînement à l'Artists' Rifles incluant self-défense, etc.
En France, l'émission a été diffusée pour la première fois sur Discovery Channel le 13 octobre 2010. NT1 diffuse l'émission depuis le 7 août 2011.

## Épisodes
Saison 1
- - Épisode 01 : Véhicule en feu / Accident de bateau,
  - Épisode 02 : Ligne à haute tension / Attaque de chien,
  - Épisode 03 : Tremblement de terre,
  - Épisode 04 : Voiture qui coule / Crotale,
  - Épisode 05 : Panne de frein / Agression,
  - Épisode 06 : Piégé dans le froid,
  - Épisode 07 : Panne dans le désert / Tarentule,
  - Épisode 08 : Chute d’ascenseur / Panne d’électricité,
  - Épisode 09 : Désastre en vélo tout-terrain / Courir pour survivre,
  - Épisode 10 : Fou du volant / Foule en panique,
  - Épisode 11 : Fuite de gaz / Homme en feu,
  - Épisode 12 : Effraction / Menace terroriste.